# Gamlitz
Gamlitz (tiếng Slovenia: Gomilnica) là một đô thị thuộc huyện Leibnitz trong bang Steiermark, nước Áo. Đô thị Gamlitz có diện tích 34,51 km², dân số cuối năm 2005 là 278 người. Đô thị này có toà lâu đài từ năm 1111.